# Paraćin (općina)
Paraćin (općina) (srpski: Општина Параћин) je općina u Pomoravskom okrugu u Srbiji. Središte općine je grad Paraćin.

## Stanovništvo
Prema popisu stanovništva iz 2002. godine općina je imala 58.301 stanovnika, koji žive na 542 km² i u 35 naselja.
- Bošnjane
- Buljane
- Busilovac
- Čepure
- Davidovac
- Donja Mutnica
- Donje Vidovo
- Drenovac
- Glavica
- Golubovac
- Gornja Mutnica
- Gornje Vidovo
- Izvor
- Klačevica
- Krežbinac
- Lebina
- Lešje
- Mirilovac
- Paraćin
- Plana
- Popovac
- Potočac
- Ratare
- Raševica
- Sikirica
- Sinji Vir
- Sisevac
- Striža
- Stubica
- Šaludovac
- Šavac
- Tekija
- Trešnjevica
- Zabrega